# Secu
Secu es una comuna ubicada en el distrito de Dolj, Rumania.

## Superficie
Posee una superficie de 29,07 kilómetros cuadrados.

## Demografía
Hasta 2021 la población era de 1041 habitantes, con una densidad de población de 35,81 habitantes por kilómetro cuadrado.